# Tiya Sircar
Tiya Sircar (Nuova Delhi, 16 maggio 1982) è un'attrice statunitense.

## Biografia
Nata in India, dall'età di 6 anni vive a New York e successivamente incomincia a recitare prendendo parte a qualche serie televisiva ma i suoi ruoli di rilievo arrivano con i film: The Domino Effect, Gli stagisti e Laggies successivamente in uscita nel 2014.

## Filmografia

### Cinema
- The Insatiable, regia di Cary Solomon (2007)
- Thy Kingdom Come, regia di Ilmar Taska (2008)
- Hotel Bau, regia di Thor Freudenthal (2009)
- 17 Again - Ritorno al liceo (17 Again), regia di Burr Steers (2009)
- Just Peck, regia di Michael A. Nickles (2009)
- Amici di letto, regia di Will Gluck (2011)
- The Domino Effect, regia di Paula van der Oest (2012)
- Breaking the Girls, regia di Jamie Babbit (2013)
- Gli stagisti, regia di Shawn Levy (2013)
- A spasso con i dinosauri, regia di Barry Cook (2013)
- Dimmi quando (Laggies) - regia di Lynn Shelton (2014)
- Miss India America, regia di Ravi Kapoor (2014)
- Good Sam, regia di Kate Melville (2019)
- Ghosted, regia di Dexter Fletcher (2023)

### Televisione
- Hannah Montana - serie TV, episodio 2x09 (2007)
- Dr. House - Medical Division - serie TV, episodio 3x24 (2007)
- Moonlight - serie TV, ep.1x03 (2007)
- Greek - La confraternita - serie TV, episodi 1x14, 1x16 (2008)
- Numb3rs - serie TV, episodio 4x18 (2008)
- Zack e Cody sul ponte di comando - serie TV, episodi 1x01, 1x08, 1x12 (2008-2009)
- Better With You - serie TV, episodio 1x01 (2010)
- The Vampire Diaries - serie TV, episodi 2x03, 2x05, 2x07 (2010)
- NCIS - Unità anticrimine - serie TV, episodio 8x13 (2011)
- Touch - serie TV, episodio 1x08 (2012)
- Emily Owens,  M.D. - serie TV, episodio 1x12 (2013)
- Le streghe dell'East End - serie TV, 4 episodi (2013)
- The Crazy Ones - serie TV, episodio 1x19, 1x21-22 (2014)
- 12 Deadly Days - miniserie televisiva, 2 episodi (2016)
- The Good Place - serie TV, 18 episodi (2016-2020)
- The Mindy Project - serie TV, episodio 5x09 (2017)
- Master of None - serie TV, episodi 2x04-2x05 (2017)
- Supergirl - serie TV, episodi 4x01, 4x04 (2018)
- The Fugitive - miniserie televisiva, 14 episodi (2020)
- Guilty Party - serie TV, 10 episodi (2021)

### Doppiatrice
- Phineas e Ferb - serie animata, episodio 2x11 - voce di Mishti Patel (2009)
- A spasso con i dinosauri, regia di Barry Cook - film a tecnica mista - voce del dinosauro Jupiter (2013)
- Star Wars Rebels – serie  animata - voce di Sabine Wren (2014-2018)
- Star Wars: Forces of Destiny - serie animata - voce di Sabine Wren (2017-2018)
- Spirit: Avventure in libertà (Spirit: Riding Free) - serie animata - voce di Kate Prescott (2017-2019)
- Young Justice - serie  animata - varie voci (2019-2022)
- I Griffin (American Dad) - serie animata, episodio 15x22 - voce di Train Actor (2020)
- I Simpson - serie animata, episodio 32x17 - voce di Bette (2021)
- Mira - Detective Reale - serie animata - varie voci (2021-in corso)

## Doppiatrici italiane
Nelle versioni in italiano dei suoi lavori, Tiya Sircar è stata doppiata da:
- Gemma Donati in 17 Again - Ritorno al liceo
- Perla Liberatori in Zack & Cody sul ponte di comando
- Eleonora Reti in Touch
- Alessia Amendola ne Gli stagisti
- Valeria Vidali in The Good Place
- Valentina Stredini in Supergirl
- Benedetta Ponticelli in Good Sam

Da doppiatrice, è stata sostituita da:
- Letizia Scifoni in Star Wars Rebels, Star Wars: Forces of Destiny
- Valentina Pallavicino in Phineas e Ferb
- Joy Saltarelli in A spasso con i dinosauri
- Eleonora De Angelis in Spirit: Avventure in libertà